# カーゴバイク

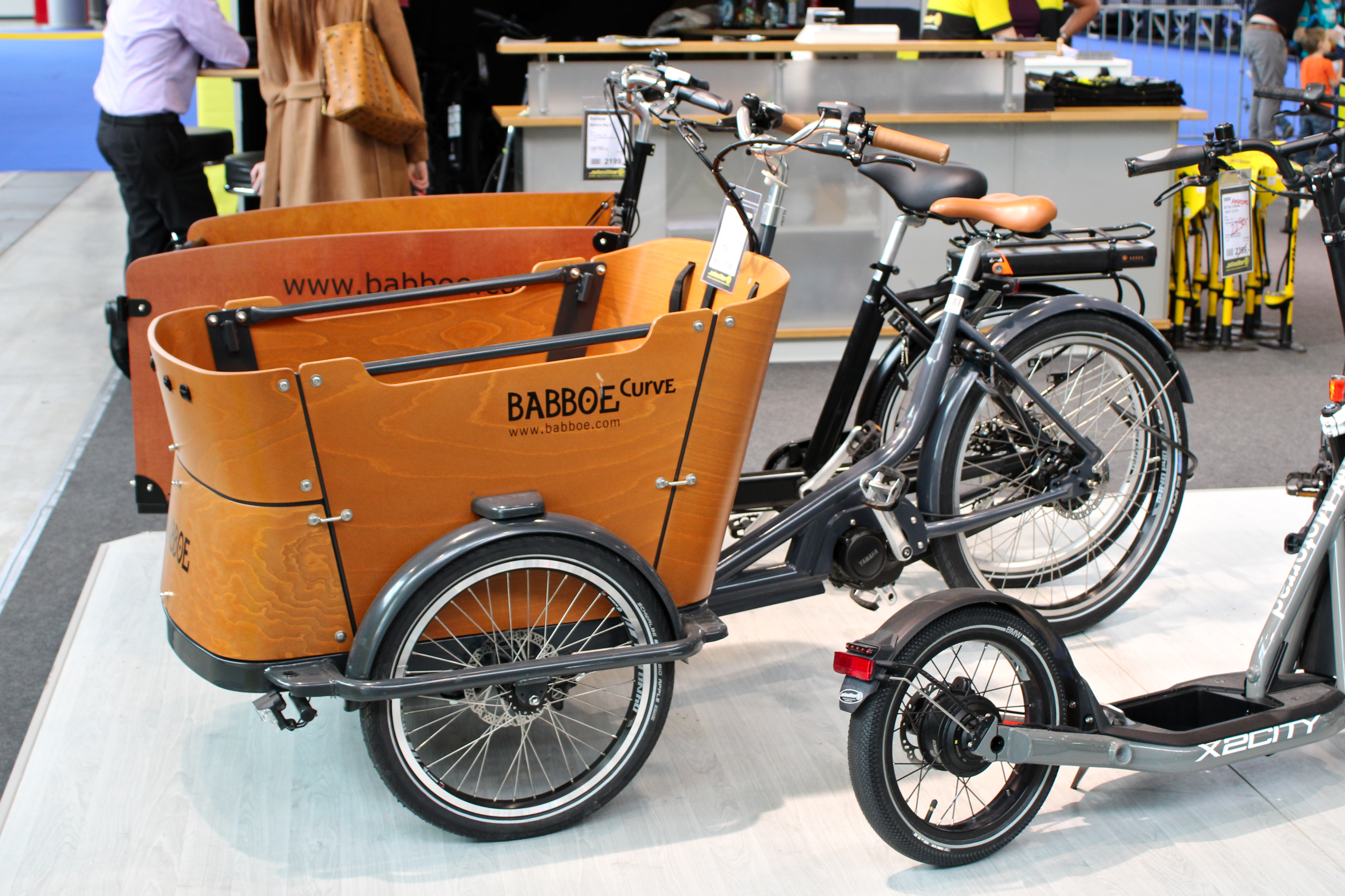
ドイツのカーゴバイク(前方に積載スペースを設けた三輪車型)

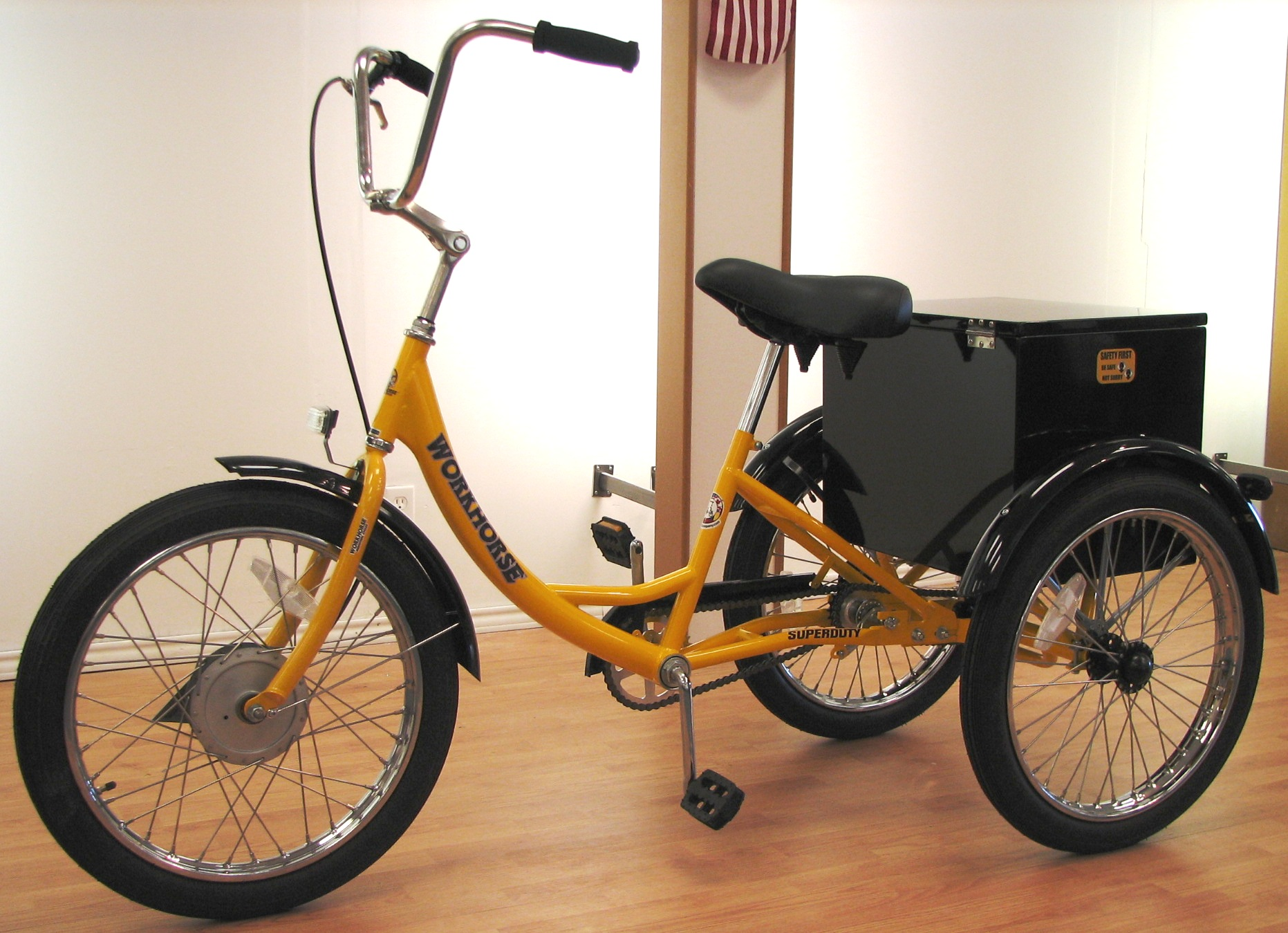
後方に箱型積載スペースを設けた三輪車型

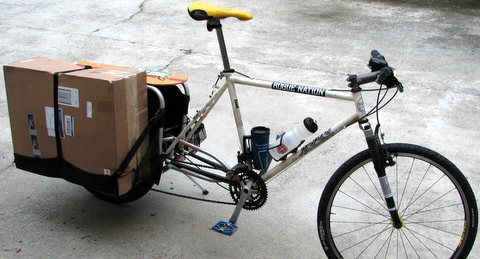
後輪の左右に積載スペースを設けた二輪車型（パニア向けフレーム）

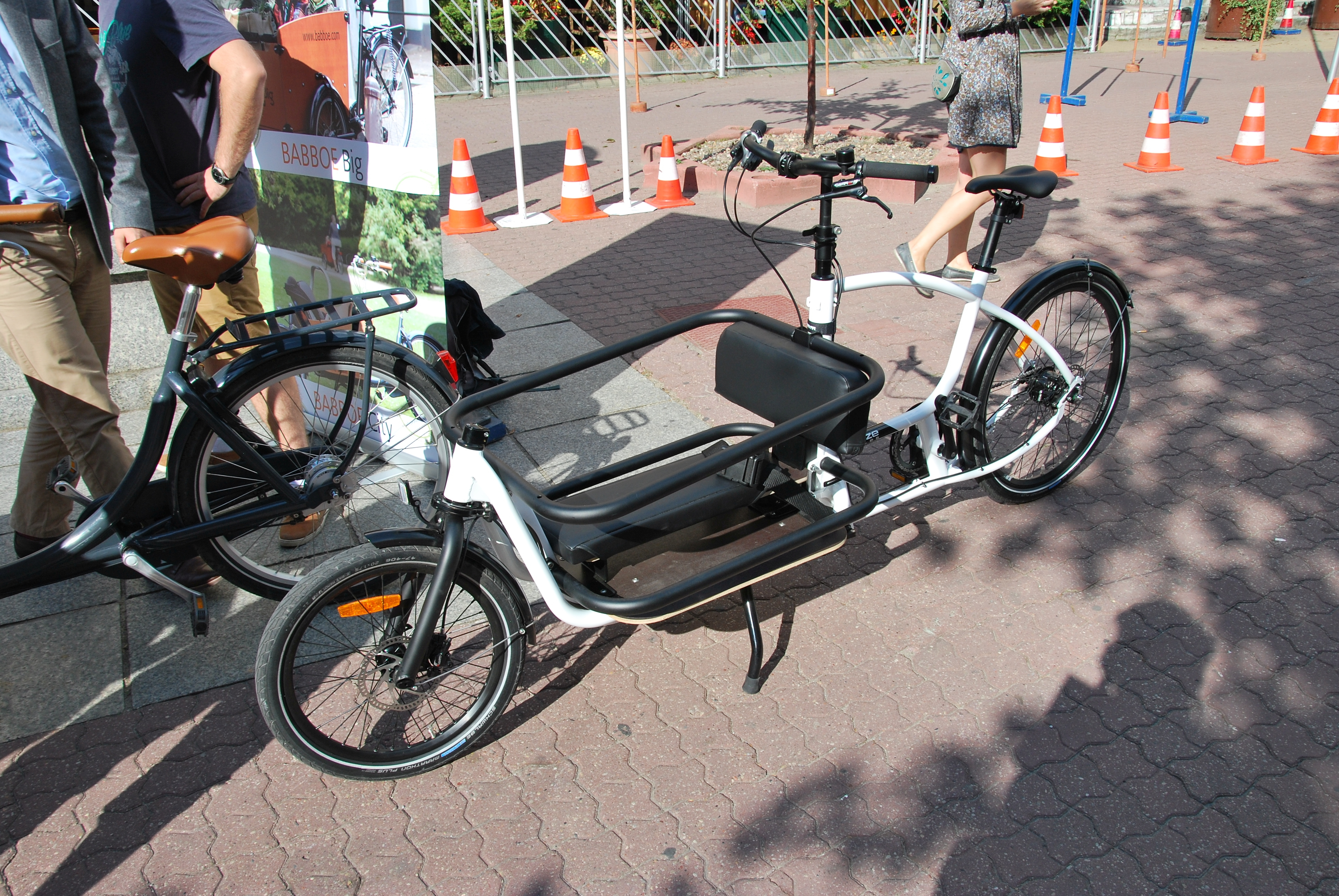
前後車輪間に積載スペースを設けた二輪車型

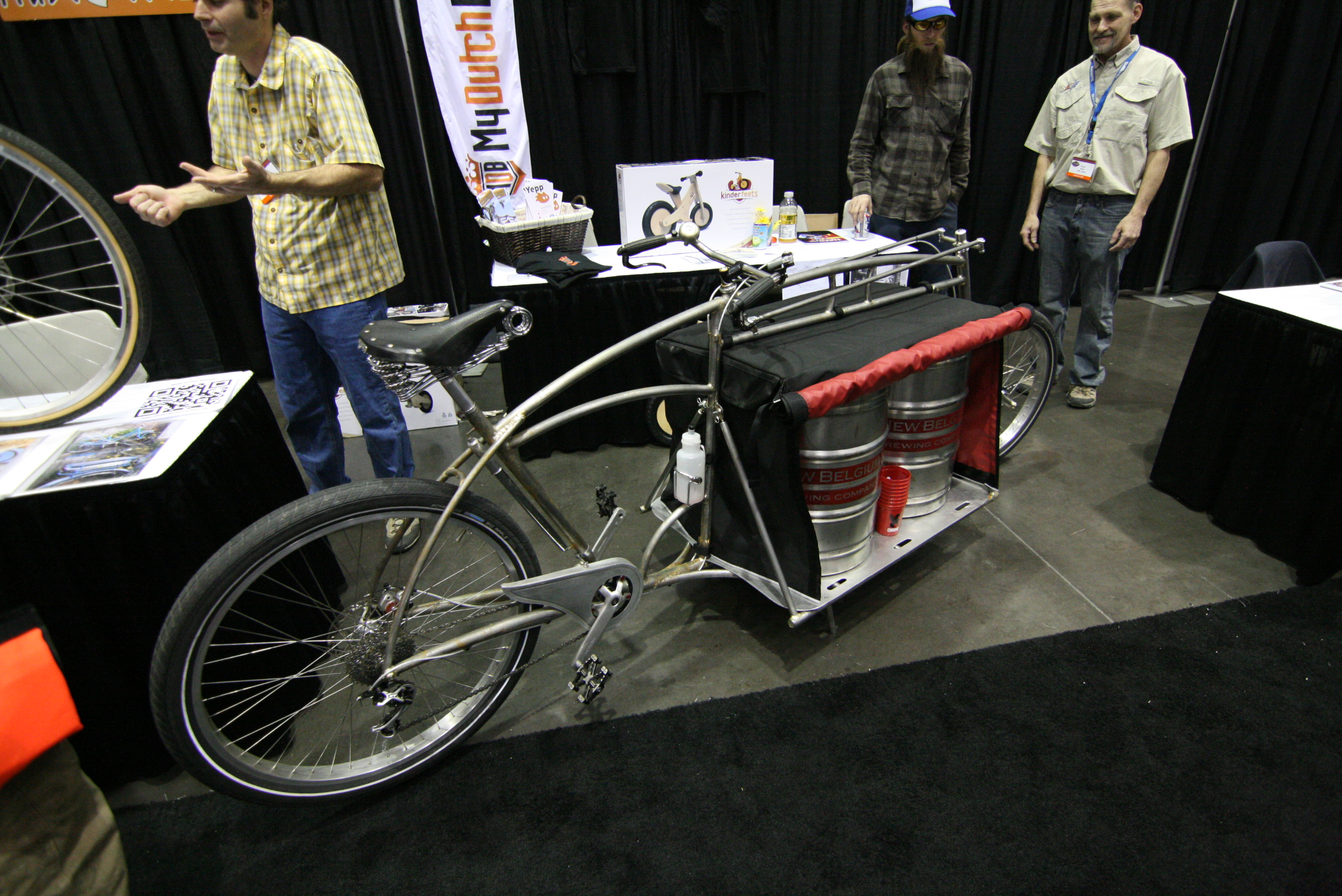
ビール缶を積載したカーゴバイク

カーゴバイクとは、大きな荷物などを運ぶことが出来る運搬用自転車である。英語ではFreight bicycleともいう。
基本的にリアカー・サイクルトレーラーのように積載装置がけん引式で独立したものと言うより、自転車のフレームそのものに積載能力があるものを指し、後部荷台のように後ろに荷物を積載するもの、前の部分に荷物を載せるスペースがあるものや、前に大きな箱が付いているものなど、二輪車・三輪車問わず用途に応じた様々な形状のものが存在し、自転車が環境や健康にもたらす効果を重視し、自転車利用が盛んなオランダやデンマークでは多くの家庭や企業で利用されている。
近年軽量化されたカーゴバイクも開発されたことにより、メッセンジャー会社では今までは不可能であった大型の荷物の素早い運搬が可能となり、普及が進んでいる。電動アシスト機能を搭載することでより重い荷物を一括して運搬することも可能となり、こちらは自動車主体の運送業での新規部門として普及が進んでいる。また、カーゴバイクを対象としたレースも行われている。二輪車の前輪および後輪のフレームを、カーゴバイク仕様にする交換キットも販売されている。
近年の地球環境に対する意識の高まりから、日本でも利用されるようになりつつある。ただし、日本の法律では荷台・カゴに当たる部分で積載する場合は30キログラム前後までとなっており、4倍に当たる最大120キログラム以下までは積載装置が独立したリアカー（サイクルトレーラー）で行わなければならない。また積載スペースの増大により全長190センチ全幅60センチを超える場合は普通自転車ではない軽車両の扱いとなるため、歩道の走行は不可能になる。そのため、普及のための審査が壁となっている。